# 细叶假悬藓
细叶假悬藓（学名：Pseudobarbella angustifolia）为蔓藓科假悬藓属下的一个种。